# Kristian Rendtorff
Kristian Rendtorff har siden 1. januar 2008 været generalsekretær i Mission Afrika (tidligere Sudanmissionen). Han er uddannet præst og har virket i Århus Stift. Han er tidligere formand for Danmarks Biavlerforening.